# Нові Будковиці
Нові Будковиці (пол. Nowe Budkowice, нім. Neu Budkowitz) — село в Польщі, у гміні Мурув Опольського повіту Опольського воєводства.
Населення — 377 осіб (2011).

## Демографія
Демографічна структура станом на 31 березня 2011 року:
|          | Загалом | Допрацездатний вік | Працездатний вік | Постпрацездатний вік |
| -------- | ------- | ------------------ | ---------------- | -------------------- |
| Чоловіки | 193     | 29                 | 139              | 25                   |
| Жінки    | 184     | 20                 | 120              | 44                   |
| Разом    | 377     | 49                 | 259              | 69                   |